# Walter Lezcano
Walter Lezcano (Goya, Corrientes, 1979) es un escritor, poeta, ensayista, periodista freelance, editor independiente y docente argentino. Ha publicado más de veinte títulos entre novelas, libros de cuentos, poemarios, ensayos y crónicas, en su mayoría con editoriales independientes y sellos especializados en cultura musical y literatura del conurbano bonaerense.

## Biografía
Walter Lezcano nació en 1979 en Goya (provincia de Corrientes) y se crio en San Francisco Solano, en el conurbano bonaerense. Es docente de literatura en el nivel secundario, trabaja como periodista freelance y dirige desde hace años un sello editorial independiente llamado **Mancha de Aceite**. Su producción literaria combina narrativa, poesía, ensayo y crónica, y está estrechamente vinculada a la cultura del rock y la escena independiente argentina.

## Trayectoria y actividad editorial
Lezcano ha publicado en múltiples sellos independientes y en editoriales especializadas en música y cultura. Es fundador y editor de **Mancha de Aceite**, un sello artesanal y de tiradas limitadas orientado a nuevas voces del conurbano.  
En el campo del ensayo y la crónica musical ha publicado trabajos importantes con la editorial **Gourmet Musical** sobre bandas y artistas argentinos contemporáneos.

## Obras (selección)

### Novelas
- Los mantenidos (año).[7]
- Calle (2013).[8]
- Fractura expuesta (2015).[9]
- Rejas (2019).[10]
- Un millón de latitas (2019).[11]
- Luces calientes (2018).[12]
- La belleza del ruido: una aproximación al viaje de Suárez y Rosario Bléfari (2024).[13]
- Nunca seré policía (año).[7]
- Los wachos (cuento/novela corta).[14]

### Cuentos
- Los wachos (2015).[15]

### Poesía (selección)
- 23 patadas en la cabeza (2013).[16]
- Humo (2013).[17]
- El condensador de flujo (2015).[18]
- La velocidad de la sangre (2017).[19]
- La conquista del desierto (fecha).[20]

### Ensayo y crónica (selección)
- La ruta del sol: la trilogía de Él mató a un policía motorizado (2017).[21]
- Días distintos: la fabulosa trilogía de fin de siglo de Andrés Calamaro (2018).[22]
- Por qué escuchamos a Lou Reed (2020).[23]

## Publicaciones en editoriales especializadas

### Gourmet Musical Ediciones
Entre los títulos de Lezcano publicados por Gourmet Musical (editorial especializada en crónicas sobre música y cultura) se encuentran, entre otros:
- La ruta del sol: la trilogía de Él mató a un policía motorizado (2017).[6]
- Días distintos: la fabulosa trilogía de fin de siglo de Andrés Calamaro (2018).[22]
- Por qué escuchamos a Lou Reed (2020).[24]
- Rubí. Una novelita sobre Babasónicos (2022).[25]
- La belleza del ruido: una aproximación al viaje de Suárez y Rosario Bléfari (2024).[13]

## Estilo y recepción
La obra de Lezcano suele asociarse con un realismo urbano y con una constante hibridación de géneros (poesía, crónica, narrativa breve y ensayo). La crítica ha destacado su interés por los márgenes sociales, la cultura popular y la música como motor narrativo; su trabajo en crónicas musicales (Calamaro, Él mató a un policía motorizado, Lou Reed) lo posiciona también como un referente de la escritura sobre música en Argentina.